# 非住院護理

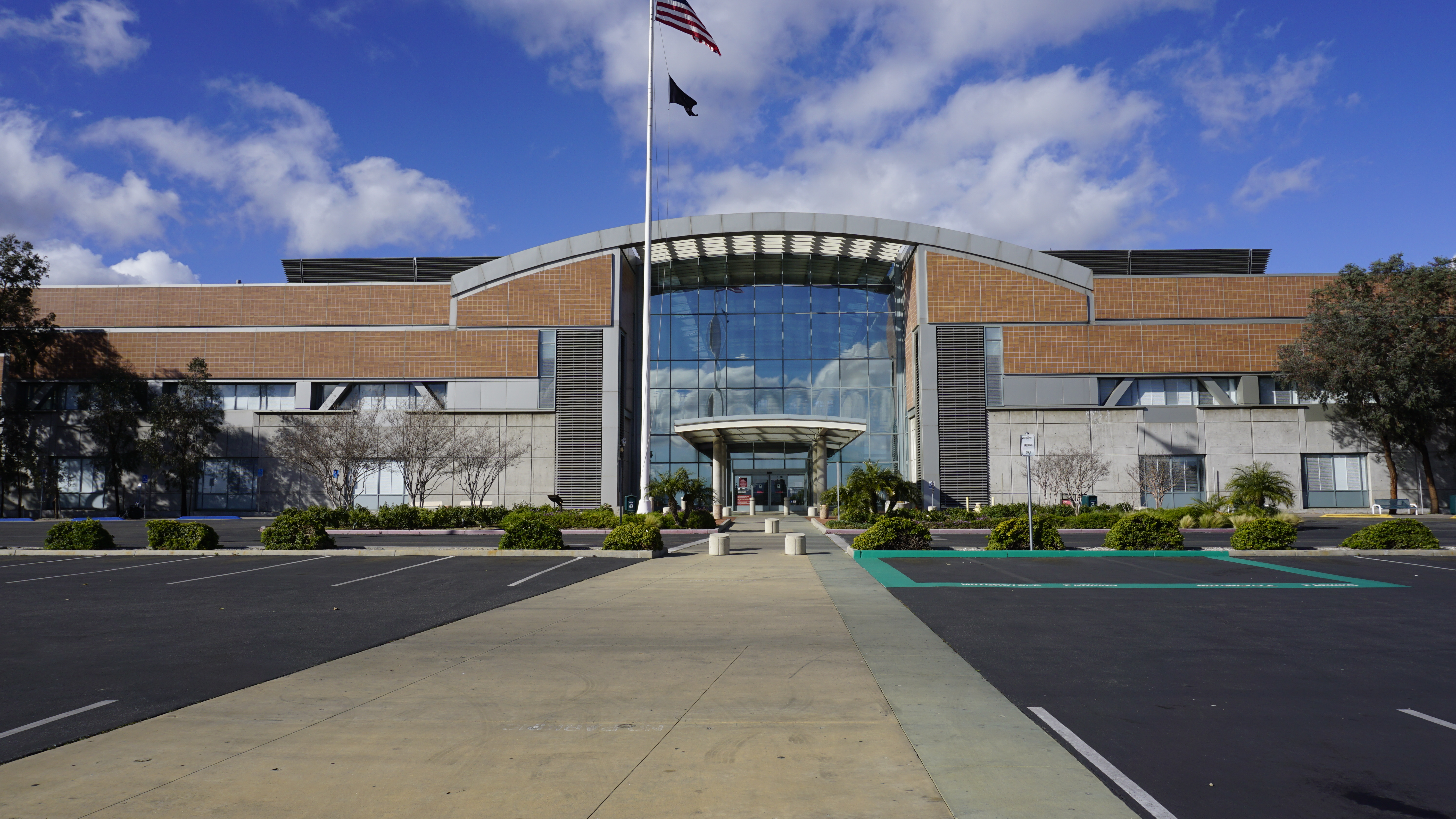
退伍軍人事務部塞普威達非住院護理中心，位於美國加利福尼亞州

非住院護理（英語：ambulatory care）或門診護理（outpatient care）是指在門診提供的醫療護理，包括診斷、觀察、診症、治療、介入及康復服務。在醫院外提供的非住院護理亦可使用先進的醫療科技及醫療程序。
非住院護理服務通常由多科室的醫療專業人員組成的團隊提供，包括但不限於醫生、執業護師、護士、藥劑師、職業治療師、物理治療師、言語治療師及其他專職醫療人員。
較常見的非住院護理狀況有：
| - 心絞痛 - 哮喘 - 癌症 - 慢性阻塞性肺病 - 慢性疼痛 - 鬱血性心臟衰竭 - 牙科疾病 - 糖尿病 - 血脂異常 - 耳鼻喉科疾病 | - 癲癇 - 愛滋病 - 高血壓 - 炎症性腸病 - 流行性感冒、肺炎及其他疫苗可預防的疾病 - 缺鐵性貧血 - 紓緩治療 - 骨盆炎疾 - 血栓栓塞性疾病 - 結核病 |